# Felix Gironský
Svatý Felix Gironský (také znám jako Felix Africký, zemřel 304) je katalánský světec. Byl umučen v Gironě poté, co cestoval z Kartága se Saint Cucuphasem do Španělska jako misionář.
Felix se narodil ve městě Scillium (současném guvernorátu Kasserine v Tunisku,). Jeho svátek se slaví 1. srpna. Ctěn je v katolictví i pravoslaví. Rychle konvertoval ke křesťanství, byl pokřtěn a stal se jáhnem (diákonem).

## Život
Z Kartága odešel do Girony jako misionář spolu se svatým Cucufou. Zatímco Cucufa zamířil k Castrum Octavianum (obec Sant Cugat del Vallès), Felix šel dále na sever. Dorazil do Empúries a odtud odešel do Girony, kde se usadil. Hlásal tam křesťanskou víru a mezi obyvateli města si získal skvělou pověst. Římské úřady to však znepokojilo, a proto byl zatčen a následně byl umučen. Své první mučení jako zázrakem přežil: byl  tažen koňmi a vhozen do moře s mlýnským kolem uvázaným kolem krku v Sant Feliu de Guíxols. Nakonec podlehl tomu, že mu vojáci rozdrásali a stáhli kůži železnými háky.

## Úcta
Felix byl pohřben na hřbitově na okraji města. Jeho hrob, navštěvovaný věřícími, se rychle stal poutním místem a na jeho ochranu byla postavena budova, martyrium neboli malá svatyně. Právě na základě této stavby byl postaven první románský kostel, který byl původem současné baziliky Saint-Félix a jehož původní umístění by odpovídalo současnému presbytáři. Kostel svatého Felixe je tedy nejstarším křesťanským chrámem ve městě Girona a byl jeho katedrálou až do nového zasvěcení k Panně Marii Gironské v průběhu 11. století.